# 伯克利音樂學院
伯克利音乐学院（英語：Berklee College of Music）是一所位于美国马萨诸塞州波士顿的独立音乐学院，建校于1945年。于2012年设立了西班牙校区。2015年12月，伯克利音乐学院与波士顿音乐学院（1867年建立）合并，合并后全称为波士顿伯克利音乐学院（Boston Conservatory at Berklee），简称“伯克利”。截至2018年其校友獲得了多達300座葛萊美獎。
该校约有5,241名学生，专注于美国流行音乐与爵士乐教学，學制为四年，并有资格颁发学位。

## 历史沿革
伯克利音樂學院是劳伦斯·伯克创办的，原名「施林格之家」，因教導伯克的老师约瑟夫·施林格發明的施林格作曲法而得名。1954年学校的课程扩展后伯克用他的儿子李·伯克为名将学校的名字改为伯克利音樂學校。学校正式获得教育许可证后，1973年又改名为伯克利音樂學院。李·伯克本人从来没有正式学过音乐，而是研究商业和不动产法，不过他的女儿路希·伯克是该学院的毕业生。
伯克利音樂學院建校时几乎所有的音乐学校皆注重古典音乐。而伯克利音樂學院最初专注于教育爵士乐、摇滚乐和其它在其它学校无法学到的现代音乐。

## 招生
伯克利的西班牙巴伦西亚校区提供了1年研究生课程，这些课程是为已本科毕业的学生而设计的，该校同时设立12周的夏季学期，招收全世界的学生。

## 研究生院
研究生院目前只在西班牙院，伯克利波士顿校区目前设立四种专业。

## 所设专业

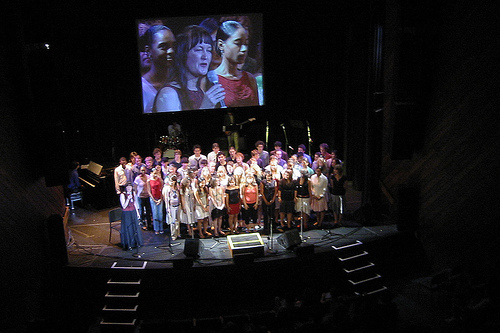
伯克利演艺厅

伯克利四年制本科共开设有12个专业：
| 专业               | 課程 |
| ------------------ | --- |
| 作曲               | 主要学习现代音乐作曲技巧，交响乐和乐理知识。学习从16世纪到20世纪的音乐知识、录音，指挥交响乐、音乐剧、合唱团。                                   |
| 现代音乐写作与制作 | 主要学习作曲、编曲、谱曲和音乐制作技巧，学习给不同乐器，声乐，电子音乐混音，写作与制作，针对从小型到大型演出不同情况，无论是现场演奏或是录音。   |
| 电子音乐制作与设计 | 学习使用不同的和声器和制作工具，和电脑操作系统，软件。                                                                                           |
| 电影配乐           | 包括作曲，复调，交响，指挥，和使用计算机与合成器，学习准备同步视觉影响和音乐的基础技巧                                                           |
| 爵士作曲           | 学习爵士乐基本的旋律，和声，旋律，节奏。 |
| 音乐商業与管理     | 学习技巧，概念和理论，能够掌握法律，经纪，和解决问题的能力。                                                                                     |
| 音乐教育           | 学习技巧，概念，理论在以下方面：乐理和作曲，音乐修养，历史，编曲，交响编曲，即兴，指挥，教学，个人演奏技巧，声乐和乐器技巧，和与其他知识的联系。 |
| 音乐制作与工程     | 学习录制和创作的技巧以及怎样完成一个录音作品。                                                                                                   |
| 音乐治疗           | 学习音乐理疗必要的技巧和做练习。包括乐理，历史，作曲，编曲，键盘，吉他，声乐，即兴，指挥和医疗技巧，比如理疗。                                   |
| 表演               | 学习乐器掌握演奏技巧，学习过程包含一对一课程，乐器或声乐训练，和表演课程。                                                                       |
| 专业音乐           | 设计适合学生自己的音乐课程和想要掌握的音乐领域                                                                                                   |
| 歌曲写作           | 学习写作旋律，和声，编曲，作曲，填词，个人曲风。                                                                                                 |

## 扩展阅读
- Small, Mark, "All the Right Moves – Lee Eliot Berk" （页面存档备份，存于）, Berklee Today, Vol. 15, Issue 3, Spring 2004. Interview with Lawrence Berk's son, Lee Eliot Berk, the then retiring second president of Berklee College of Music.